# Berndt Lindfors
Berndt Torbjörn "Benne" Lindfors, född 21 oktober 1932 i Helsingfors, död 19 februari 2009, var en finländsk gymnast.
Han ingick i det finländska lag som tog OS-brons i lagmångkampen i samband med de olympiska gymnastiktävlingarna 1952 i Helsingfors och i laget som tog OS-brons i lagmångkampen i samband med de olympiska gymnastiktävlingarna 1956 i Melbourne.
Lindfors avled 2009 och gravsattes på Malms begravningsplats i Helsingfors.